# Dzongkha
Dzongkha er et sino-tibetanske sprog, der tales af over en halv million mennesker i Bhutan. Dzongkha er det eneste officielle og nationale sprog i Kongeriget Bhutan. Dzongkha skrives med den tibetanske skrift.
Ordet dzongkha betyder "distriktets sprog"; kha er sprog, og dzong er "distrikt". Dzong-arkitekturen karakteriseres af klostre, der er etableret i hele Bhutan af landets grundlægger, Ngawang Namgyal, i 1600-tallet. I 2013 taltes dzongkha af 171.080 bhutanere og omkring 640.000 i alt.
Det nationale navn Druk Yul betyder Tordendragens rige. Leddet Druk bruges i mange sammensætninger: kongens "titel" Druk Gyalpo, flyselskabet Druk Air og internetselskabet DrukNet.

## Skrift
Dzongkha skrives med den tibetanske skrift (også kendt som ‘Ucen དབུ་ཅན་ skriftsproget)

Skriften blev udtænkt på baggrund af guptaskriften, der blev brugt til at skrive sanskrit med i midten af det 7. århundrede. Skriften er en abugida, dvs. den er bestående af tegn, hvor hvert tegn betegner en konsonant med en indbygget "standardvokal", der på dzongkha er “a” (IPA: [ɑ]) (hvor andre vokaler tilføjes ved brug af yderligere tegn)

Der er 30 grundlæggende tegn og 4 vokalsymboler i abugidaen.